# FC Rotor Volgogrado

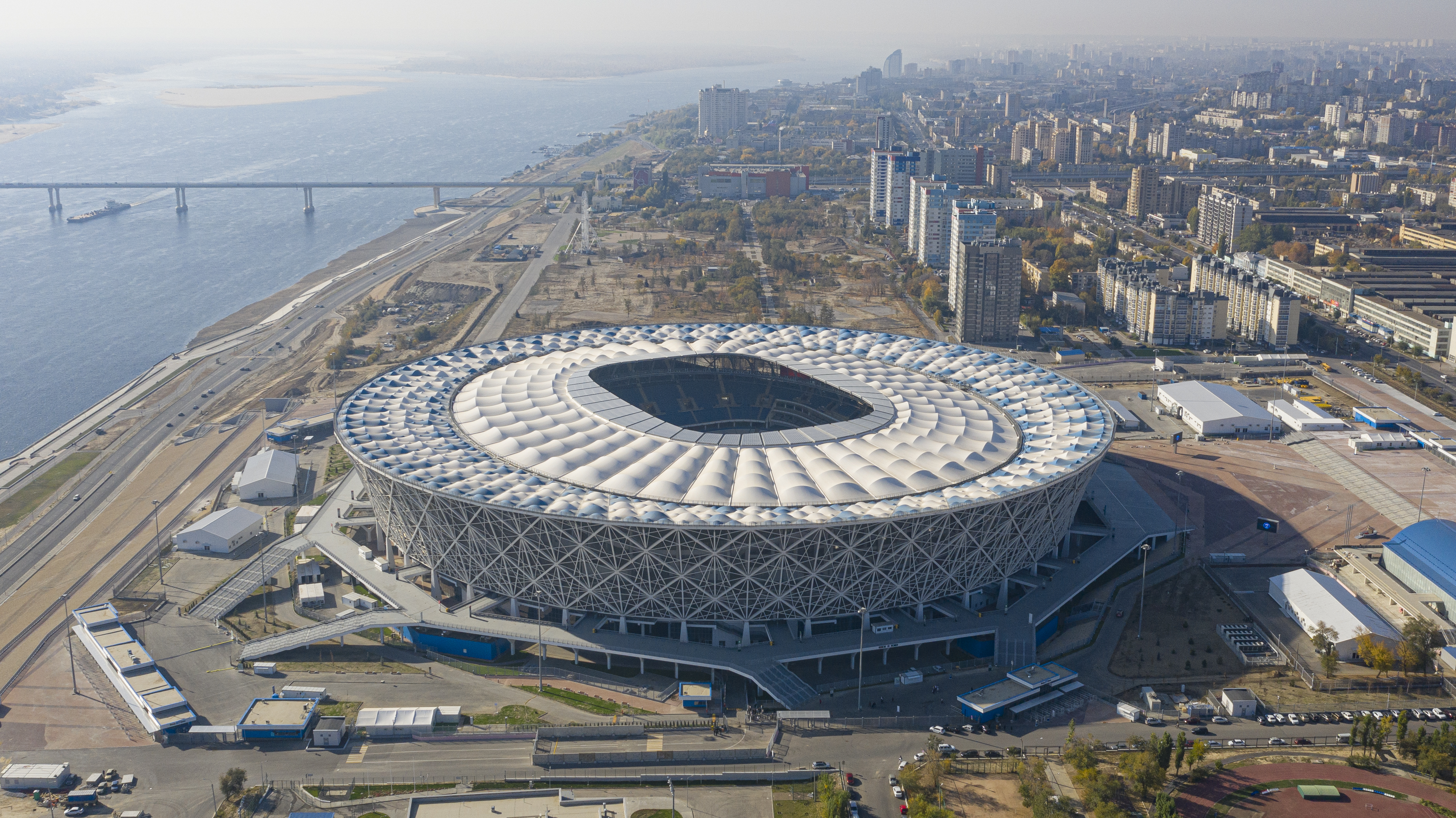
El Volgogrado Arena, en donde el FC Rotor Volgogrado tiene localía.

El FC Rotor Volgogrado (del ruso: ФК Ротор Волгоград) es un club de fútbol de Volgogrado, Rusia, fundado en 1929. El club disputa sus partidos como local en el Volgogrado Arena y juega en la Segunda División de Rusia. El nombre del equipo se debe a la fábrica de tractores F. Dzerzinsky.
El Rotor no cuenta con ningún trofeo en su palmarés, pero sí fue dos veces subcampeón de la liga de Rusia, ha sido finalista de la Copa Intertoto y la Copa de Rusia, semifinalista de la Copa de Rusia y de la Copa de la Unión Soviética. Durante la época soviética el Rotor disputó once temporadas de la Soviet Top Liga. El azul es su color tradicional.

## Historia
El nombre del equipo se refiere al fábrica de tractores F. Dzerzinsky —actualmente Planta de Tractores de Volgogrado— y al lugar donde ocurrió la batalla de Stalingrado durante la Segunda Guerra Mundial. En 1929 el club fue fundado como "Traktorostroitel", la fábrica de tractores de Stalingrado, y desde 1930 jugó en el campeonato de la ciudad.
El ascenso al nivel federal se produjo en la temporada de 1936. El club pasó a llamarse "Dzerzhinets-STZ" y bajo ese nombre participó en el sorteo de la primera Copa de la Unión Soviética y posteriormente en el campeonato soviético. En el año 1937 bajo el nombre de "Tractor", el equipo obtuvo el primer lugar en el Grupo "D" del campeonato de la URSS. El líder del "Tractor", Alexander Ponomarev, anotó 9 goles.
En 1938 después de la reorganización del campeonato de la URSS, el "Tractor" ascendió por primera vez a la Soviet Top Liga, en el grupo 'A'. El equipo de Stalingrado obtuvo algunas victorias brillantes y a siete jornadas para el final tuvo opciones de pelear por el título con el Dinamo, pero finalmente terminó en 12.ª posición. Alexander Ponomarev logró tres tripletas consecutivas y acabó entre los tres mejores anotadores del campeonato. En esa temporada debutó en los banquillos del Tractor Yuri Hodotov, el entrenador más joven en la historia del fútbol de la URSS.
El Rótor fue el último campeón de la desaparecida Segunda división de la URSS, en 1991, después de eso formó parte de la Liga Premier de Rusia tras el colapso de la URSS.
A mediados de 1990, el Rótor era uno de los equipos más fuertes en Rusia, peleando contra el FC Spartak Moscú por el campeonato, pero nunca lo ganó. El Rótor fue semifinalista en los años 1993 y 1997. Su mayor logro europeo fue en la Copa de la UEFA 1995-96, donde eliminaron al Manchester United.
A principios del 2000, el Rótor comenzó a ir en declive, y en el 2004, el equipo terminó último en la Liga Premier de Rusia. En el invierno siguiente se le negó su licencia profesional, pero eligieron no jugar en competiciones amateur.
De cualquier manera, el Rótor formó un equipo-B, el Rótor-2 Volgograd, pasó el 2005 en la Segunda División de Rusia. El 12 de enero de 2006, el Rótor-2 fue renombrado como el Rótor.
En la temporada 2019/20 es campeón de la Primera División de Rusia y regresa a la Liga Premier de Rusia tras 16 años de ausencia. Luego descendería hasta regresar a la Segunda División de Rusia , tercera división del futbol ruso para la temporada 2021/2022. 

### Historial de nombres
- Traktorostroitel Stalingrad (1929~1936)
- Dzerzhinets-STZ Stalingrad (1936)
- Traktor Stalingrad (1937~47)
- Torpedo Stalingrad (1948~57)
- Traktor Stalingrad (1958~60)
- Traktor Volgograd (1961~69)
- Stal Volgograd (1970~1971)
- Barrikady Volgograd (1972~1974)
- Rotor Volgograd (1975~2004)
- Rotor-2 (2005)
- Rotor (2006~2009,2010~2014)
- Rotor Volgograd (2015~2018)
- Rotor (2018~)

## Uniforme
- Uniforme titular: Camiseta azul con detalles blancos, pantalón azul, medias azules.
- Uniforme alternativo: Camiseta blanca con detalles azules, pantalón blanco, medias blancas.

## Palmarés

### Unión Soviética
- Segunda División de la URSS: 1

1991
- Segunda Liga Soviética: 1

1981
- Segunda Liga Soviética B: 1

1937

### Rusia
- Primera División de Rusia: 1

2020
- Segunda División de Rusia: 1 - Zona sur

2012
- Liga Amateur de Rusia: 1

2015

## Participación en competiciones de la UEFA
| Temporada | Torneo        | Ronda          | Club                 | Casa | Visita  | Global |  |
| --------- | ------------- | -------------- | -------------------- | ---- | ------- | ------ |  |
| 1994-95   | UEFA Cup      | 1              | Nantes               | 3–2  | 0–3     | 3–5    |  |
| 1995–96   | UEFA Cup      | 1              | Manchester United FC | 0–0  | 2–2 (a) | 2–2    |  |
| 1995–96   | UEFA Cup      | 2              | Bordeaux             | 1–2  | 0–1     | 1–3    |  |
| 1996–97   | Intertoto Cup | Grupo 7        | Ataka-Aura           |      | 4-0     |        |  |
| 1996–97   | Intertoto Cup | Grupo 7        | Shakhtar             | 4–1  |         |        |  |
| 1996–97   | Intertoto Cup | Grupo 7        | Antalyaspor          |      | 1-2     |        |  |
| 1996–97   | Intertoto Cup | Grupo 7        | Basel                | 3–2  |         |        |  |
| 1996–97   | Intertoto Cup | Semifinales    | Linz                 | 5–0  | 2–2     | 7–2    |  |
| 1996–97   | Intertoto Cup | Final          | Guingamp             | 2–1  | 0–1 (a) | 2–2    |  |
| 1997–98   | UEFA Cup      | Clasificatoria | Odra Wodzislaw       | 2–0  | 4–3     | 6–3    |  |
| 1997–98   | UEFA Cup      | 1              | Örebro               | 2–0  | 4–1     | 6–1    |  |
| 1997–98   | UEFA Cup      | 2              | Lazio                | 0–0  | 0–3     | 0–3    |  |
| 1998–99   | UEFA Cup      | Clasificatoria | Red Star Belgrade    | 1–2  | 1–2     | 2–4    |  |